# Hydrovatus brownei
Hydrovatus brownei är en skalbaggsart som beskrevs av Omer-cooper 1955. Hydrovatus brownei ingår i släktet Hydrovatus och familjen dykare. Inga underarter finns listade i Catalogue of Life.